# Cernay (Górny Ren)
Cernay – miejscowość i gmina we Francji, w regionie Grand Est, w departamencie Górny Ren.
Według danych na rok 1990 gminę zamieszkiwały 10 313 osoby, 572 os./km².